# 마시모 보네티

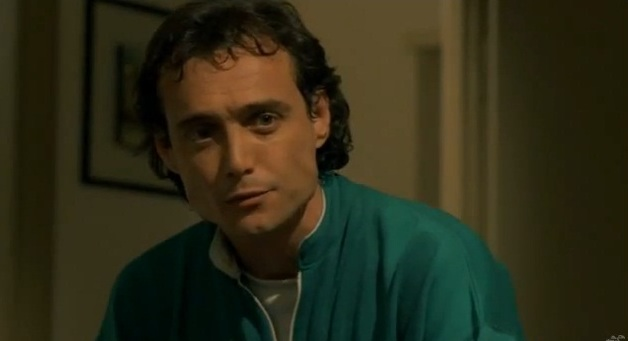

마시모 보네티(Massimo Bonetti, 1951년 3월 28일 ~ )는 이탈리아의 영화 감독, 배우, 연극 배우, 영화배우, 텔레비전 배우이다.
로마에서 태어났다.

## 영화
- 유 캔트 세이브 유어셀프 어론 (2015년)
- 더 영기스트 선 (2010년)
- 돌아온 산타 (1991년)
- 밤에도 태양이 (1990년)
- 무장 여인 (1990년)
- 유혹녀 (1990년)
- 축구 특공대 (1990년)
- 주크 박스 (1985년)
- 카오스 (1984년)
- 사랑과 우정의 세월 (1982년)
- 로렌조의 밤 (1982년) - 니콜라 역
- 비치 하우스 (1977년)
- 워 오브 더 플래닛 (1977년)
- 배틀 오브 더 스타 (1977년)